# Trichopolia dentatella
Trichopolia dentatella là một loài bướm đêm trong họ Noctuidae.